# Classe di coniugio
In matematica e specialmente in teoria dei gruppi, gli elementi di un gruppo possono essere divisi in classi di coniugio; gli elementi di una stessa classe di coniugio condividono molte proprietà, e il loro studio nel caso di gruppi non abeliani può essere di aiuto per la comprensione della loro struttura. Nel caso di gruppi abeliani, al contrario, ogni classe di coniugio è formata da un singolo elemento del gruppo.

## Definizione
Sia {\displaystyle G} un gruppo. Due elementi {\displaystyle x} e {\displaystyle x^{*}} di {\displaystyle G} sono detti coniugati se esiste un terzo elemento {\displaystyle g} in {\displaystyle G} tale che {\displaystyle gxg^{-1}=x^{*}}. Si dimostra che la relazione di coniugio è una relazione di equivalenza, ed esiste quindi una partizione di {\displaystyle G} in insiemi disgiunti ognuno detto classe di equivalenza rispetto un elemento {\displaystyle x} fissato:
{\displaystyle \operatorname {Co_{G}} (\cdot x)={Co}(\cdot x)=G\circ x=\{x^{*}\in G|x^{*}=gxg^{-1},g\in G\}\subseteq G,}
{\displaystyle \operatorname {Co_{G}} (x\cdot )={Co}(x\cdot )=x^{*}\circ G=\{x\in G|g^{-1}x^{*}g=x,g\in G\}\subseteq G,}
per azione sinistra o destra e in genere vengono dette orbite di {\displaystyle x}, e nel caso dell'azione di {\displaystyle G} su {\displaystyle G} viene detta classe di coniugio di {\displaystyle x}. Da notare che questi due tipi di classi coincidono e sono dei sottoinsiemi non dei sottogruppi di {\displaystyle G}. Se con {\displaystyle n_{O}=\left|X/G\right|} indichiamo il numero di orbite o classi di coniugio distinte, allora possiamo definire l'insieme degli elementi rappresentativi delle singole classi come:
{\displaystyle G_{\mbox{csr}}=\{x_{1},\ x_{2}\ldots ,x_{n_{O}}\}\subseteq X,}
dove per  l'azione di coniugio si ha {\displaystyle X=G} e csr le iniziali di complete system of rapresentatives. Il numero delle orbite o classi di coniugio si può ricavare con più metodi:
- la ricerca degli elementi {\displaystyle x} fissati da {\displaystyle g} (lemma di Burnside[2])
- la partizione di {\displaystyle n} che corrisponde al numero di tipi di cicli del gruppo simmetrico {\displaystyle S_{n}} (poiché c'è un isomorfismo tra {\displaystyle G} e il gruppo simmetrico per il teorema di Cayley).

### Descrizione tramite classi di equivalenza
Descriviamo ogni classe di coniugio come una classe d'equivalenza rispetto alla relazione di equivalenza {\displaystyle \sim _{G\cdot }} definita in {\displaystyle G} ponendo per {\displaystyle a,b\in G}:
{\displaystyle a\sim _{G\cdot }b\Longleftrightarrow gag^{-1}=b\Longleftrightarrow b\in \operatorname {Co} (a).}
La classe d'equivalenza contenente l'elemento {\displaystyle g} è proprio {\displaystyle Hg}: infatti {\displaystyle g=eg}, dove {\displaystyle e} è l'elemento neutro di {\displaystyle G}, quindi {\displaystyle e\in H} perché {\displaystyle H} è un sottogruppo.
Anche ogni classe coniugio sinistra può essere definita con una relazione di equivalenza analoga:
{\displaystyle a\sim _{\cdot G}b\Longleftrightarrow g^{-1}bg=a\Longleftrightarrow a\in \operatorname {Co} (b).}
L'insieme quoziente destro o sinistro mediante la relazione di equivalenza, cioè l'insieme o collezione delle classi coniugio distinte o disgiunte in cui è partizionato {\displaystyle G} si definisce come:
{\displaystyle G/\sim _{\cdot G}=G/\sim _{G\cdot }:=\{\operatorname {Co} (x)\,|\,x\in G\},}
dove l'elemento {\displaystyle x} è il rappresentante della classe di coniugio. Cioè le partizioni destre e sinistre coincidono e quindi qualsiasi sottogruppo è sempre normale.

## Proprietà
- L'unità appartiene sempre ad una propria classe di coniugio, cioè: {\displaystyle \operatorname {Co} (e)=\{e\}}. Infatti si ha:

{\displaystyle geg^{-1}=gg^{-1}=e,\quad \forall g\in G.}
- Se {\displaystyle G} è abeliano, {\displaystyle \operatorname {Co} (x)=\{x\}} per ogni {\displaystyle x} in {\displaystyle G}. In questo caso si ha che il centro {\displaystyle \operatorname {Z} (G)} coincide con {\displaystyle G}.
- Se due elementi {\displaystyle x} e {\displaystyle y} appartengono alla stessa classe di coniugio, allora condividono lo stesso ordine. In particolare per il gruppo simmetrico devono avere tutti la stessa struttura ciclica o il tipo, cioè:

{\displaystyle \operatorname {Co} (x)=\{x\in S_{n}:x=[{l_{1}}^{k_{1}}\ \ldots \ {l_{r}}^{k_{r}}]\}.}
quindi un {\displaystyle \alpha \in \operatorname {Co} (x)} ha {\displaystyle l_{1},l_{2},\ldots ,l_{r}} numeri interi che rappresentano le lunghezze dei cicli nella struttura ciclica di {\displaystyle \alpha } (cioè 1-ciclo, 2-ciclo, ...), mentre {\displaystyle k_{i}} indica il numero di cicli aventi stessa lunghezza {\displaystyle l_{i}} con l'indice {\displaystyle i=1,2,\ldots ,r}, e rappresentando un singolo ciclo con la notazione {\displaystyle {\alpha _{k_{i}}}^{l_{i}}=({a_{1}}^{k_{i}}\ {a_{2}}^{k_{i}}\ \ldots {a_{l_{i}}}^{k_{i}})} abbiamo:
{\displaystyle \alpha =\sum _{i=1}^{r}\left({\alpha _{1}}^{l_{i}}\cdots {\alpha _{k_{i}}}^{l_{i}}\right)\ =\ \sum _{i=1}^{r}\left(\sum _{j=1}^{k_{i}}\alpha _{j}^{l_{i}}\right)}
essendo {\displaystyle \sum \limits _{i=1}^{r}k_{i}l_{i}=n}. Allora il numero dei coniugati o dello stesso tipo di {\displaystyle \alpha } è:
{\displaystyle |\operatorname {Co} (x)|={\frac {n!}{\left(k_{1}!\ l_{1}^{k_{1}}\right)\left(k_{2}!\ l_{2}^{k_{2}}\right)\cdots \left(k_{r}!\ l_{r}^{k_{r}}\right)}}={\frac {n!}{\left(l_{1}^{k_{1}}\ l_{2}^{k_{2}}\cdots \ l_{r}^{k_{r}}\right)\left(k_{1}!\ k_{2}!\ \cdots k_{r}!\ \right)}}={\frac {n!}{\prod _{i=1}^{r}\ l_{i}^{k_{i}}\ k_{i}!}}.}
- Un elemento di {\displaystyle G} appartiene al centro {\displaystyle \operatorname {Z} (G)} di {\displaystyle G} se e solo se la sua classe di coniugio è formata solo dall'elemento stesso. In simboli:

{\displaystyle x\in \operatorname {Z} (G)\iff \operatorname {Co} (x)=\{x\}.}
- Se due elementi {\displaystyle x} e {\displaystyle y} sono coniugati, allora lo sono anche le loro potenze di ordine {\displaystyle k}, cioè {\displaystyle x^{k}} e {\displaystyle y^{k}}.

## Coniugio come azione di gruppo
Si può definire l'azione di coniugio sinistra come l'azione di {\displaystyle G} in sé stesso: 
{\displaystyle g\cdot x=gxg^{-1}=y;}
oppure l'azione di coniugio destra
{\displaystyle y\cdot g=g^{-1}yg=x,}
per la proprietà simmetrica della relazione di coniugio. Le orbite dell'azione di coniugio vengono dette le classi di coniugio di {\displaystyle x,} che denotiamo {\displaystyle \operatorname {Co} (x)} già definita, mentre lo stabilizzatore di ogni elemento in questo caso viene detto il suo centralizzatore (o centralizzante) che denotiamo {\displaystyle \operatorname {C} _{G}(x)} e, per l'uso successivo, ne riportiamo la definizione:
{\displaystyle \operatorname {C} _{G}(x)=\{g\in G|\ gxg^{-1}=x\}=\{g\in G|\ gx=xg\}\leq G}
ed è un sottogruppo di {\displaystyle G,} per cui ha senso considerare le classi laterali destre e sinistre, ed anche il numero di tali classi o l'indice {\displaystyle [G\ :\ \operatorname {C} _{G}(x)]}.
Allo stesso modo si può definire l'azione di coniugio sinistra di {\displaystyle G} sulla famiglia {\displaystyle S} dei sottoinsiemi o dei sottogruppi di {\displaystyle G} con {\displaystyle S=\{H:H<G,\{e\},G\}} che comprende i sottogruppi propri e quelli banali o impropri cioè {\displaystyle \{e\}} e {\displaystyle G} stesso:
{\displaystyle g\cdot H=gHg^{-1}=K;}
oppure l'azione di coniugio destra
{\displaystyle K\cdot g=g^{-1}Kg=H,}
per la proprietà simmetrica della relazione di coniugio. 
Sottogruppo coniugato
Possiamo definire il sottogruppo coniugato come:
{\displaystyle H^{g}=gHg^{-1}=\{ghg^{-1}\ :\ h\in H\}\leq G}
che si dimostra essere ancora un sottogruppo di {\displaystyle G.} L'insieme di tutti i coniugati di {\displaystyle H} si denota:
{\displaystyle \operatorname {Co} (H)=G\circ H=\{gHg^{-1}\ :\ g\in G\}=\{H^{g}|g\in G\}}
e, mentre le classi di coniugio sono formate da elementi dello stesso ordine, qui le classi sono formate da sottogruppi con stesso indice {\displaystyle [G:H]=[G:H^{g}]}. Infine lo stabilizzatore di tale {\displaystyle H} viene detto normalizzatore e, per completezza, ne riportiamo la definizione:
{\displaystyle N_{G}(H)=\{\ g\in G|gHg^{-1}=H\}.}

## Equazione delle classi di coniugio
Se {\displaystyle G} è un gruppo finito, allora per ogni elemento {\displaystyle x} del gruppo, ha senso costruire due insiemi per l'azione di coniugio a sinistra:
{\displaystyle \operatorname {Co} (x)=\{gxg^{-1},g\in G\}\subseteq G,\quad \operatorname {C} _{G}(x)=\{g\in G|\ gxg^{-1}=x\}=\{g\in G|\ gx=xg\}\leq G}
e consideriamo le relative classi laterali sinistre:
{\displaystyle g\operatorname {C} _{G}(x)=\{gh,h\in \operatorname {C} _{G}(x)=H\}\subseteq G}
facciamo vedere come gli elementi nella classe di coniugazione di {\displaystyle x} sono in corrispondenza biunivoca con le classi laterali del centralizzatore {\displaystyle \operatorname {C} _{G}(x).} Infatti due elementi {\displaystyle g_{1},g_{2}\in g\operatorname {C} _{G}(x)} della stessa classe laterale danno origine allo stesso elemento coniugato {\displaystyle x}. In particolare con {\displaystyle g=x} si ha:
{\displaystyle g_{1}=xh_{1},\quad g_{2}=xh_{2}\implies g_{2}{h_{2}}^{-1}=x\implies g_{1}=g_{2}{h_{2}}^{-1}h_{1}=g_{2}h^{'},\quad h_{1},h_{2}\in H.}
Essendo facile far vedere che {\displaystyle h^{'}\in \operatorname {C} _{G}(x)} si ha:
{\displaystyle g_{1}xg_{1}^{-1}=g_{2}h^{'}\ x\ (g_{2}h^{'})^{-1}=g_{2}h^{'}\ x\ {h^{'}}^{-1}g_{2}^{-1}=g_{2}\ x\ h^{'}{h^{'}}^{-1}g_{2}^{-1}=g_{2}xg_{2}^{-1},}
cioè due elementi della stessa classe laterale corrispondono allo stesso elemento coniugato. In altro modo due elementi coniugati della stessa classe {\displaystyle x,y\in \operatorname {Co} (x)} hanno i rispettivi centralizzanti {\displaystyle \operatorname {C} _{G}(x),\operatorname {C} _{G}(y)} che sono coniugati. Vale anche il viceversa: se consideriamo due elementi della stessa classe di coniugio {\displaystyle c_{1},c_{2}\in Co_{G}(x),} allora per le rispettive classi laterali sinistre rispetto al centralizzatore {\displaystyle \operatorname {C} _{G}(x)} si ha {\displaystyle c_{1}\operatorname {C} _{G}(x)=c_{2}\operatorname {C} _{G}(x)}. Questo è un caso particolare del teorema orbita-stabilizzatore, quando si considera il gruppo come agente su se stesso attraverso l'azione per coniugio ({\displaystyle G} è un {\displaystyle G}-insieme), dove le orbite sono le classi di coniugazione e i sottogruppi stabilizzatori sono i centralizzatori. In altri termini esiste una relazione che lega il centralizzante  di un elemento con la classe di coniugio dello stesso: 
{\displaystyle |G\circ x|=|Co(x)|=[G:\operatorname {C} _{G}(x)]=|G|\ /\ |\operatorname {C} _{G}(x)|,}
con {\displaystyle [G:\operatorname {C} _{G}(x)]} l'indice in {\displaystyle G} del centralizzante di {\displaystyle x} tramite {\displaystyle G}. Ossia il numero di elementi nella classe di coniugio di {\displaystyle x} è l'indice {\displaystyle \left[G:\operatorname {C} _{G}(x)\right]} del centralizzatore {\displaystyle \operatorname {C} _{G}(x)} in {\displaystyle G}; quindi la dimensione di ogni classe di coniugio divide l'ordine del gruppo ({\displaystyle |G|}). 
Inoltre, nell'ipotesi di un centro banale, se scegliamo un singolo elemento rappresentativo {\displaystyle x_{i}} da ogni classe di coniugio, essendo {\displaystyle G} partizionato in {\displaystyle n_{O}} classi disgiunte dalla relazione di coniugio, si ottiene
{\displaystyle G=\bigcup _{i=1}^{n_{O}}\ \operatorname {Co} (x_{i}),\qquad \operatorname {Co} (x_{i})\cap \operatorname {Co} (x_{j})=\varnothing ,\quad i,j=1,\ldots ,n_{O}\ i\neq j}
e quindi prendendo l'ordine del primo membro e del secondo, si ottiene l'equazione delle classi:
{\displaystyle |G|=\sum _{i=1}^{n_{O}}\left[G:\operatorname {C} _{G}(x_{i})\right]=1+\sum _{i=2}^{n_{O}}{\frac {|G|}{|\operatorname {C} _{G}(x_{i})|}},}
dove {\displaystyle \operatorname {C} _{G}(x_{i})} è il centralizzatore di {\displaystyle x_{i}.} Nell'ipotesi di centro non banale, osserviamo che ogni elemento {\displaystyle y} che sta al centro {\displaystyle \operatorname {Z} (G)\trianglelefteq G} (un sottogruppo normale) forma una classe di coniugio {\displaystyle \operatorname {Co} (y)=\{y\}}, che contiene il solo elemento {\displaystyle y,} si ottiene la forma generale dell'equazione delle classi:
{\displaystyle |G|=\sum _{i=1}^{n_{Oz}}|{\operatorname {Co} (y_{i})}|+\sum _{j=1}^{n_{O}}\left[G:\operatorname {C} _{G}(x_{j})\right]=|{\operatorname {Z} (G)}|+\sum _{j=1}^{n_{O}}{\frac {|G|}{|\operatorname {C} _{G}(x_{j})|}}=n_{Oz}+\sum _{j=1}^{n_{O}}{\frac {|G|}{|\operatorname {C} _{G}(x_{j})|}},}
dove la somma dell'indice {\displaystyle j} è su un elemento rappresentativo di ciascuna classe di coniugio che non è il centro.
La conoscenza dei divisori dell'ordine di gruppo {\displaystyle |G|} viene spesso utilizzata per ottenere informazioni sull'ordine del centro ({\displaystyle |\operatorname {Z} (G)|}) o delle classi di coniugio ({\displaystyle |O(x)|}).

### Esempi

#### Gruppo simmetricoSn
Consideriamo il gruppo simmetrico {\displaystyle S_{3}} non abeliano. In notazione ciclica il gruppo ha i seguenti elementi:
{\displaystyle S_{3}=\{(1)(2)(3),(1\ 2\ 3),(1\ 3\ 2),(1\ 2)(3),(1\ 3)(2),(2\ 3)(1)\}}
che sappiamo avere centro banale {\displaystyle \operatorname {Z} (S_{3})=\{(1)(2)(3))\}=\{\mathrm {id} \}} e quindi il centro {\displaystyle \operatorname {Z} (G)} forma una sola classe di coniugio {\displaystyle \operatorname {Co} (\mathrm {id} )=\{\mathrm {id} \}} e il corrispondente centralizzante {\displaystyle \operatorname {C} _{G}(\mathrm {id} )=S_{3}\trianglelefteq S_{3}} per cui
{\displaystyle |{\operatorname {Z} (S_{3})}|={\frac {|S_{3}|}{|\operatorname {C} _{S_{3}}(\mathrm {id} )|}}={\frac {6}{6}}=1.}
Fatta questa premessa determiniamo il numero delle classi di coniugio {\displaystyle \operatorname {Co} (x_{i})} e i centralizzatori {\displaystyle \operatorname {C} _{S_{3}}(x_{i})}, dove {\displaystyle x_{i}\quad (i=1,\ldots n_{O})} è il rappresentante della {\displaystyle i}-esima classe di coniugio. Innanzitutto osserviamo che {\displaystyle n_{O}} è uguale al numero di partizioni di {\displaystyle n=3,} ossia alla decomposizione di {\displaystyle n} nella somma d'interi positivi. Essendo {\displaystyle 1\leq 2\leq 3=n}, occorre trovare gli {\displaystyle i_{j}:\sum _{j=1}^{r}i_{j}=3,\quad i\in \{1,2,3\}} e cioè i seguenti casi:
{\displaystyle 1+1+1=3;}
{\displaystyle 1+2=3;}
{\displaystyle 3=3.}
Quindi le classi sono 3, cioè {\displaystyle n_{O}=3} ed equivale ai 3 tipi di cicli possibili che si hanno in {\displaystyle S_{3}}: {\displaystyle [1^{3}],[1^{1}\ 2^{1}],[3^{1}]}. L'insieme degli elementi rappresentativi sia {\displaystyle \{x_{1},x_{2},x_{3}\}=\{C_{3},\sigma ^{'},{C_{3}}^{3}\}}.

##### Calcolo dei centralizzanti
Consideriamo i 2-cicli e vogliamo trovare quanti elementi commutano con esso. Essendo {\displaystyle x\cdot e=e\cdot x}, allora l'elemento con tutti i punti fissi (l'identità o neutro) commuta, inoltre {\displaystyle x\cdot x=e} cioè lo stesso {\displaystyle x} commuta. Non commuta con un 3-ciclo in quanto {\displaystyle S_{3}} non è abeliano. Quindi il tipo {\displaystyle [1^{1}\ 2^{1}]} ha come generico sottogruppo centralizzante:
{\displaystyle \operatorname {C} _{S_{3}}(x)=\{(1)(2)(3),x\},\quad x=(1\ 2),(2\ 3),(1\ 3),} cioè {\displaystyle |\operatorname {C} _{S_{3}}(x)|=2}
e sono i tre sottogruppi delle riflessioni di ordine 2: {\displaystyle T_{2}^{'},T_{2}^{''},T_{2}^{'''}.}
Consideriamo i 3-cicli e notiamo che essi formano il sottogruppo abeliano normale {\displaystyle A_{3}}, cioè quello alterno per cui per il tipo {\displaystyle [3^{1}]} si ottiene 
{\displaystyle \operatorname {C} _{S_{3}}(x)=A_{3}=\{(1)(2)(3),(1\ 2\ 3),(1\ 3\ 2)\}} cioè {\displaystyle |\operatorname {C} _{S_{3}}(x)|=3}
e quindi sono due sottogruppi, uno per ogni 3-ciclo, coincidenti con {\displaystyle A_{3}.}
Infine per l'elemento neutro si ha
{\displaystyle \operatorname {C} _{S_{3}}(\mathrm {id} )=S_{3},} cioè {\displaystyle |\operatorname {C} _{S_{3}}(\mathrm {id} )|=6,}
cioè coincide con il sottogruppo banale. Da notare che l'altro sottogruppo banale con solo l'unità non è centralizzante. 

##### Calcolo delle classi di coniugio
Si può procedere utilizzando la tabella di Cayley di {\displaystyle S_{3}} oppure col seguente metodo più semplice. Per i 2-cicli osserviamo che fissato, ad esempio, {\displaystyle x=(1\ 2)(3)} come rappresentante della classe si ha:
{\displaystyle (1\ 3)=(2\ 3)(1\ 2){(2\ 3)}^{-1},\quad (2\ 3)=(1\ 3)(1\ 2){(1\ 3)}^{-1},} dove sono stati omessi i punti fissi dei cicli per semplicità.
che ci permette di ottenere le tre classi di coniugio coincidenti:
{\displaystyle \operatorname {Co} (1\ 2)=\operatorname {Co} (1\ 3)=\operatorname {Co} (2\ 3)=\{(1\ 2),(1\ 3),(2\ 3)\},} cioè {\displaystyle |\operatorname {Co} (x)|=3.}
Per i 3-cicli allora, necessariamente, perché le classi di coniugio formano una partizione (con {\displaystyle x=(1\ 2\ 3)} come rappresentante della classe)
{\displaystyle \operatorname {Co} (\,(1\ 2\ 3)\,)=\operatorname {Co} (\,(1\ 3\ 2)\,)=\{(1\ 2\ 3),(1\ 3\ 2)\},} cioè {\displaystyle |\operatorname {Co} (\,(1\ 2\ 3)\,)|=2.}
Da quanto visto è facile verificare l'equazione delle classi di coniugio
{\displaystyle |S_{3}|=6=|\operatorname {Z} (S_{3})|+Co(\,(1\ 2)(3)\,)+|\operatorname {Co} (\,(1\ 2\ 3)\,)|=|\operatorname {Z} (S_{3})|+{\frac {|S_{3}|}{|\operatorname {C} _{S_{3}}((3)(1\ 2))|}}+{\frac {|S_{3}|}{|\operatorname {C} _{S_{3}}((1\ 2\ 3))|}}=1+3+2.}
Riassumendo e tenendo conto dell'esempio sulle classi laterali di {\displaystyle S_{3}}: 
| {\displaystyle x}                       | {\displaystyle {Co}_{G}(x)\subseteq G}                                       | {\displaystyle H\leq G}                     | {\displaystyle G/\sim _{\cdot H}}                                            | {\displaystyle {Co}(H)}                              | {\displaystyle \|{Co}_{G}(x)\|=[G:H]} |
| --------------------------------------- | ---------------------------------------------------------------------------- | ------------------------------------------- | ---------------------------------------------------------------------------- | ---------------------------------------------------- | ------------------------------------- |
| {\displaystyle \sigma ^{'}}             | {\displaystyle Co(\sigma ^{'})=\{\sigma ^{'},\sigma ^{''},\sigma ^{'''}\}}   | {\displaystyle T_{2}^{'}}                   | {\displaystyle T_{2}^{'},\{C_{3},\sigma ^{''}\},\{C_{3}^{2},\sigma ^{'''}\}} | {\displaystyle \{T_{2}^{'},T_{2}^{''},T_{2}^{'''}\}} | 3                                     |
| {\displaystyle \sigma ^{'}}             | {\displaystyle Co(\sigma ^{''})=\{\sigma ^{'},\sigma ^{''},\sigma ^{'''}\}}  | {\displaystyle T_{2}^{''}}                  | {\displaystyle T_{2}^{''},\{C_{3}^{2},\sigma ^{'}\},\{C_{3},\sigma ^{'''}\}} | {\displaystyle \{T_{2}^{'},T_{2}^{''},T_{2}^{'''}\}} | 3                                     |
| {\displaystyle \sigma ^{'}}             | {\displaystyle Co(\sigma ^{'''})=\{\sigma ^{'},\sigma ^{''},\sigma ^{'''}\}} | {\displaystyle T_{2}^{'''}}                 | {\displaystyle T_{2}^{'''},\{C_{3}^{2},\sigma ^{''}\},\{C_{3},\sigma ^{'}\}} | {\displaystyle \{T_{2}^{'},T_{2}^{''},T_{2}^{'''}\}} | 3                                     |
| {\displaystyle C_{3}}                   | {\displaystyle Co(C_{3})=Co(C_{3}^{2})=\{C_{3},C_{3}^{2}\}}                  | {\displaystyle A_{3}\vartriangleleft S_{3}} | {\displaystyle A_{3},\{\sigma ^{'},\sigma ^{''},\sigma ^{'''}\}}             | {\displaystyle \{A_{3}\}}                            | 2                                     |
| {\displaystyle \mathrm {id} =C_{3}^{3}} | {\displaystyle \operatorname {Z} (S_{3})=\{C_{3}^{3}\}}                      | {\displaystyle S_{3}\trianglelefteq S_{3}}  | {\displaystyle S_{3}}                                                        | {\displaystyle \{S_{3}\}}                            | 1                                     |
dove {\displaystyle x} è il rappresentante della classe di coniugio, {\displaystyle H} è il sottogruppo {\displaystyle {C}_{G}(x)\leq G} e {\displaystyle \operatorname {Co} (H)} l'insieme dei sottogruppi coniugati di {\displaystyle H.} L'ultima colonna evidenzia il teorema orbita-stabilizzatore.

#### p-gruppi
Questo esempio fa uso dell'equazione delle classi di coniugio per dimostrare una proprietà dei {\displaystyle p}-gruppi.
Consideriamo un {\displaystyle p}-gruppo finito {\displaystyle G} cioè: 
{\displaystyle |G|=p^{n},\quad p\in \mathbf {P} ,n\in \mathbb {N} ,}
dove {\displaystyle \mathbf {P} } è l'insieme dei numeri primi e {\displaystyle \mathbb {N} } quello dei numeri naturali. Vogliamo dimostrare che "ogni {\displaystyle p}-gruppo finito ha un centro {\displaystyle \operatorname {Z} (G)} non banale", cioè che non sia formato dal solo elemento neutro del gruppo ({\displaystyle |\operatorname {Z} (G)|\neq 1}).
Poiché l'ordine di qualsiasi classe di coniugio di {\displaystyle G} deve dividere l'ordine di {\displaystyle G,} ne segue che qualsiasi classe di coniugio {\displaystyle \operatorname {Co} (x_{j})\nsubseteq \operatorname {Z} (G)} ha ordine {\displaystyle |\operatorname {Co} (x_{j})|=p^{k_{j}},\quad 0<k_{j}<n.} Mentre si ha pure {\displaystyle \operatorname {Co} (y_{i})=\{y_{i}\},\ |\operatorname {Co} (y_{i})|=1.} Nell'equazione delle classi:
{\displaystyle |G|=\sum _{i}|\operatorname {Co} (y_{i})|+\sum _{j}|\operatorname {Co} (x_{j})|=|{\operatorname {Z} (G)}|+\sum _{j}|\operatorname {Co} (x_{j})|}
{\displaystyle p} divide {\displaystyle |\operatorname {Co} (x_{j})|} e quindi divide anche {\displaystyle |{\operatorname {Z} (G)}|} che dimostra un centro non banale.
Si può studiare l'equazione delle classi di coniugio applicando la serie geometrica in un caso limite:
{\displaystyle |G|=p^{n}=|{\operatorname {Z} (G)}|+\sum _{j}|\operatorname {Co} (x_{j})|=\sum _{i=1}^{n_{Oz}}|\operatorname {Co} (y_{i})|+\sum _{j=1}^{n_{O}}p^{k_{j}}=n_{Oz}+p+p^{2}+\ldots +p^{(n-1)}={\frac {p}{p-1}}(p^{n}-2p^{(n-1)}+1)+\sum _{j=1}^{n-1}p^{j}.}
Si deduce che {\displaystyle {\text{mcm}}\left(|{\operatorname {Z} (G)}|,p\right)=\left({\frac {p}{p-1}}(p^{n}-2p^{(n-1)}+1),p\right)=p\neq 1\implies |\operatorname {Z} (G)|>1}, cioè il centro non è banale. Da notare che in qualsiasi altro caso l'ordine del centro contiene sempre il fattore {\displaystyle p.}

Casi particolari 
- per {\displaystyle n=1}, {\displaystyle G} è un gruppo abeliano e si ha {\displaystyle {\operatorname {Z} (G)}=G\cong C_{p}}, cioè isomorfo ad un gruppo ciclico di ordine {\displaystyle p.}
- per {\displaystyle n=2}, {\displaystyle G} è un gruppo abeliano e si ha {\displaystyle {\operatorname {Z} (G)}=G\cong C_{p}\times C_{p}}, cioè isomorfo al prodotto diretto di due gruppi ciclici di ordine {\displaystyle p.} Infatti qualsiasi elemento {\displaystyle g\in G:g\notin \operatorname {Z} (G)} ammette i seguenti due casi:
  1. {\displaystyle g\in G:|<g>|=p^{2},} allora {\displaystyle G} è isomorfo al gruppo ciclico di ordine {\displaystyle p^{2},} quindi abeliano con {\displaystyle \operatorname {Z} (G)=G}.
  2. {\displaystyle g\in G:|<g>|=p,} ed essendo {\displaystyle G} un {\displaystyle p}-gruppo per quanto dimostrato sopra {\displaystyle |\operatorname {Z} (G)|>1} che implica due casi {\displaystyle |\operatorname {Z} (G)|=p} e {\displaystyle |\operatorname {Z} (G)|=p^{2}.}
    - {\displaystyle |\operatorname {Z} (G)|=p,} allora esiste un elemento {\displaystyle b} di {\displaystyle G} che non appartiene al centro di {\displaystyle G.}

Da notare che {\displaystyle \operatorname {C} _{G}(b)} include {\displaystyle b} e il centro che non contiene {\displaystyle b} ma almeno {\displaystyle p} elementi. Quindi l'ordine di {\displaystyle \operatorname {C} _{G}(b)} è strettamente maggiore di {\displaystyle p,} e si ha:
{\displaystyle \left|\operatorname {C} _{G}(b)\right|=p^{2}\implies b\in \operatorname {Z} (g)} quindi un assurdo. Ne concludiamo che {\displaystyle G} è abeliano e isomorfo al prodotto diretto di due gruppi ciclici ciascuno di ordine {\displaystyle p}, come nel caso 1.
    - {\displaystyle |\operatorname {Z} (G)|=p^{2}=|G|} cioè coincide con l'intero gruppo e le classi di coniugazione sono formate da un solo elemento, come nel caso 1.